# Ribadedeva
Ribadedeva är en kommun i Spanien. Den ligger i den autonoma regionen Asturien i norra delen av landet, 300 km norr om huvudstaden Madrid. Antalet invånare är 1 693 (2024). Arean är 36 kvadratkilometer. Ribadedeva gränsar till Llanes, Peñamellera Baja och Val de San Vicente. 